# مايكل هايس
مايكل هايس (بالألمانية: Michael Heiss) هو كاهن كاثوليكي ألماني، ولد في 12 أبريل 1818 في Pfahldorf ‏ في ألمانيا، وتوفي في 26 مارس 1890 في لاكروس في الولايات المتحدة.